# Орхуський університет

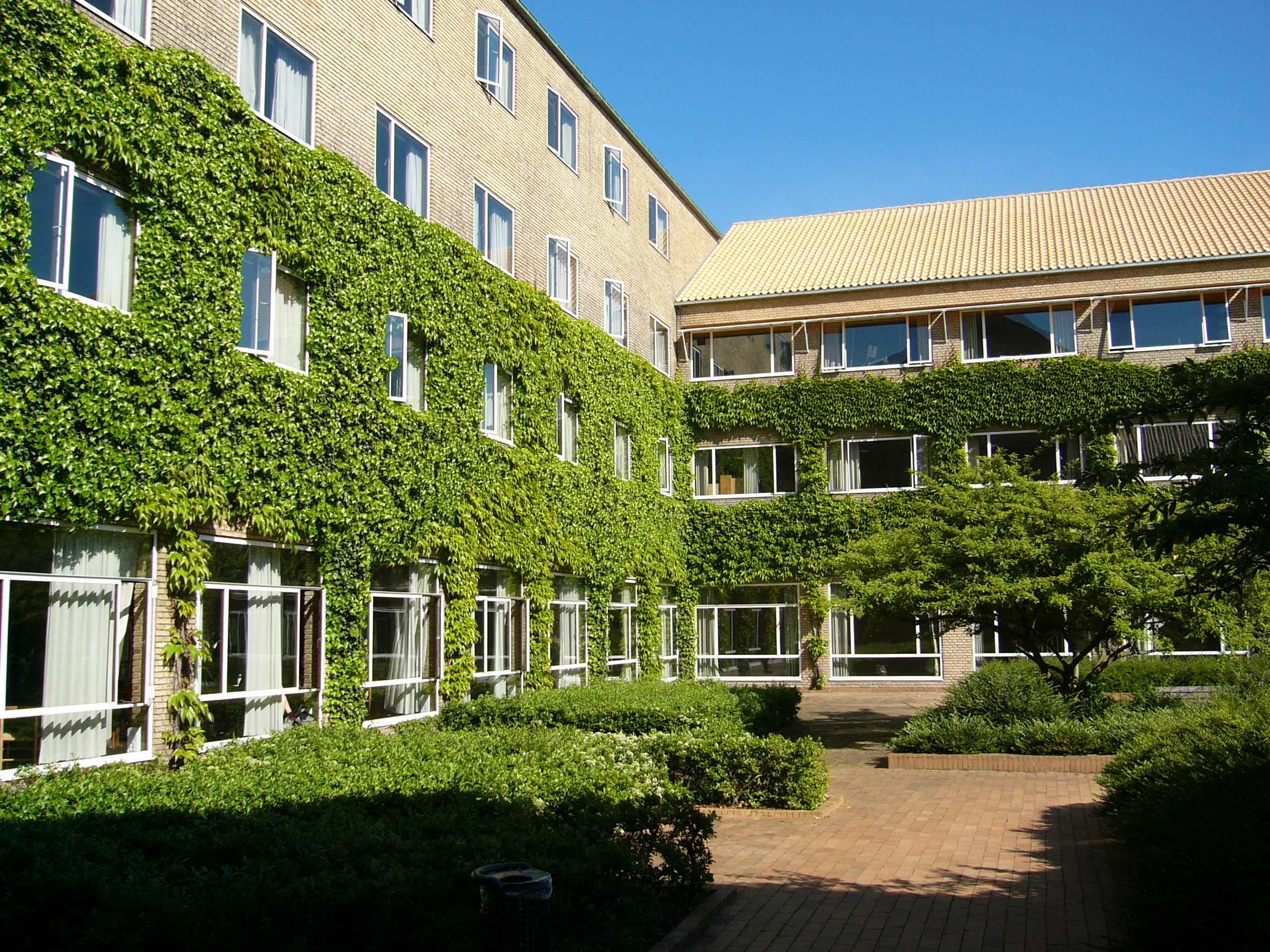
Математичне відділення

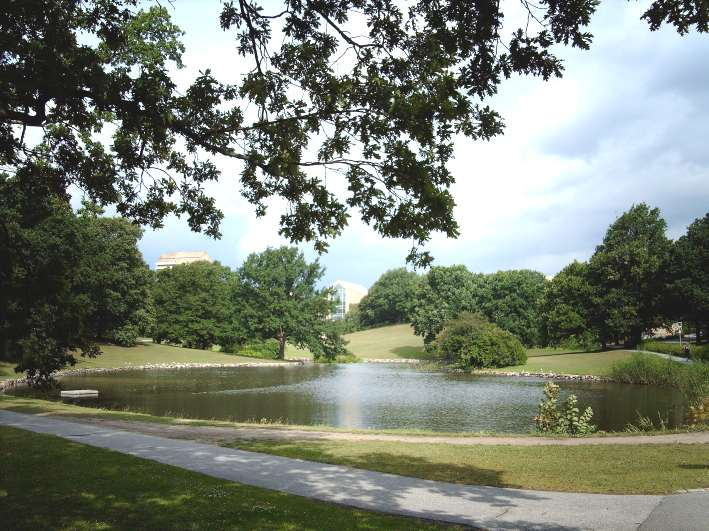
Університетський парк

О́рхуський університе́т (дан. Aarhus Universitet) — університет у місті Орхус, один із найбільших університетів у Данії. Заснований 1928 року.
Орхуський університет входить до «100 найкращих університетів світу» в більшості престижних рейтингів. У різний час в університеті викладали майбутні нобелівські лауреати Єнс Скоу (Нобелівська премія з хімії, 1997) і Дейл Мортенсен (Нобелівська премія з економіки, 2010).

## Історія
Датою заснування університету вважають 11 вересня 1928 року, коли в Орхусі були відкриті «університетські курси в Ютландії» (дан. "Universitetsundervisningen i Jylland"). Бюджет проєкту на перший рік склав 33 тис. данських крон; чисельність студентів протягом першого семестру зросла з 64 до 78 осіб. На початковому етапі з п'яти викладачів четверо читали курси данської та іноземних мов (п'ятий був професором філософії).
До 1940-х розбудова університету провадилася виключно за рахунок приватних пожертвувань. Проте більшу частину адміністративних витрат ще з початку 1930-х взяла на себе держава.

## Факультети
Перші дисципліни, що викладалися на «університетських курсах», були гуманітарними. У 1933—1935 роках було засновано медичний факультет. 1992 року, після об'єднання зі стоматологічною школою, він став називатися «Факультет медичних наук».
Факультет теології було відкрито 1942 року, хоча предметні класи з'явилися ще на початку 1930-х.
1954 року було створено факультет природничих наук, після чого до нього приєднали відділення фізики й хімії, що раніше входили до складу медичного факультету.
Факультет економіки і права, заснований ще в 1936 році, з появою курсів психології та політичних наук (відповідно в 1959 і 1968 роках), був перетворений у факультет суспільних наук.

## Рейтинги
- Leiden Ranking — 77 (2013)
- National Taiwan University Ranking — 82 (2012)
- ARWU — Shanghai-Ranking — 81 (2013)
- QS World University Rankings — 89 (2012)
- Times Higher Education Ranking — 116 (2012)[14]